# Должик (Подгоренский район)
Должик — хутор в Подгоренском районе Воронежской области. Входит в состав Сергеевского сельского поселения.

## География
Хутор расположен в 13 км к северо-востоку от административного центра района — посёлка городского типа Подгоренский.

## Население
| 1859 | 1900 | 2007 | 2009 | 2010 |
| ---- | ---- | ---- | ---- | ---- |
| 451  | ↘306 | ↘85  | ↘66  | ↘64  |

## Улицы
На хуторе имеются две улицы: Самара и Центральная. 